# Movimiento por la Evolución Social del África Negra
El Movimiento por la Evolución Social del África Negra (del francés Mouvement pour l'évolution sociale de l'Afrique noire, MESAN), fue un partido político nacionalista con tendencias religiosas que trataba de afirmar la humanidad negra y abogó por la independencia de Ubangui-Chari, entonces un colonia francesa. El partido, que más tarde sería gobernante de la República Centroafricana, se fundó el 28 de septiembre de 1949, para conectar a "todos los negros del mundo" y "promover el progreso político, económico y social del África negra, para romper las barreras del tribalismo y el racismo, para sustituir la degradante noción de subordinación colonial con las más humanas fraternidad y cooperación."